# Fexhe-le-Haut-Clocher
Fexhe-le-Haut-Clocher là một đô thị ở tỉnh Liège. Tại thời điểm ngày 1 tháng 1 năm 2006, Fexhe-le-Haut-Clocher có tổng dân số 3.019 người. Tổng diện tích là 19,25 km² với mật độ dân số 157 người trên mỗi km².